# Берггюлен
Берггюлен (нім. Berghülen) — громада в Німеччині, знаходиться в землі Баден-Вюртемберг. Підпорядковується адміністративному округу Тюбінген. Входить до складу району Альб-Дунай.
Площа — 26,13 км2. Населення становить 1990 ос. (станом на 31 грудня 2020).